# Bruno Petković
Bruno Petković (Metković, 16 de septiembre de 1994) es un futbolista croata que juega en la demarcación de delantero para el Kocaelispor de la Superliga de Turquía.

## Selección nacional
Tras jugar con la selección de fútbol sub-21 de Croacia, finalmente debutó con la selección absoluta el 21 de marzo de 2019. Lo hizo en un partido de clasificación para la Eurocopa 2020 contra Azerbaiyán que finalizó con un resultado de 2-1 a favor del combinado croata tras los goles de Borna Barišić y Andrej Kramarić para Croacia, y de Ramil Sheydayev para Azerbaiyán.
En el partido de cuartos de final del Mundial 2022 contra la selección de Brasil metió un gol en el minuto 116 para empatar el encuentro 1-1. Finalmente, este se definió en la tanda de penaltis, donde su país ganó por 4-2 y clasificó a las semifinales.

### Participaciones en Copas del Mundo
| Mundial      | Sede  | Resultado     | Partidos | Goles |
| ------------ | ----- | ------------- | -------- | ----- |
| Mundial 2022 | Catar | Tercer puesto | 6        | 1     |

### Participaciones en Eurocopas
| Copa          | Sede     | Resultado        | Partidos | Goles |
| ------------- | -------- | ---------------- | -------- | ----- |
| Eurocopa 2020 | Europa   | Octavos de final | 4        | 0     |
| Eurocopa 2024 | Alemania | Primera fase     | 2        | 0     |

## Clubes
| Club                         | País    | Año       | Partidos | Goles |
| ---------------------------- | ------- | --------- | -------- | ----- |
| Calcio Catania               | Italia  | 2013-2014 | 5        | 0     |
| Varese Calcio (cedido)       | Italia  | 2014      | 9        | 1     |
| Reggio Audace F. C. (cedido) | Italia  | 2015      | 18       | 4     |
| Virtus Entella (cedido)      | Italia  | 2015-2016 | 13       | 1     |
| Trapani Calcio               | Italia  | 2016      | 38       | 10    |
| Bologna F. C. 1909           | Italia  | 2017      | 22       | 0     |
| Hellas Verona F. C. (cedido) | Italia  | 2018      | 16       | 0     |
| G. N. K. Dinamo Zagreb       | Croacia | 2018-2025 | 278      | 87    |
| Kocaelispor                  | Turquía | 2025-     |          |       |

## Palmarés

### Títulos nacionales
| Título                  | Club                   | País    | Año  |
| ----------------------- | ---------------------- | ------- | ---- |
| Primera Liga de Croacia | G. N. K. Dinamo Zagreb | Croacia | 2019 |
| Supercopa de Croacia    | G. N. K. Dinamo Zagreb | Croacia | 2019 |
| Primera Liga de Croacia | G. N. K. Dinamo Zagreb | Croacia | 2020 |
| Primera Liga de Croacia | G. N. K. Dinamo Zagreb | Croacia | 2021 |
| Copa de Croacia         | G. N. K. Dinamo Zagreb | Croacia | 2021 |
| Primera Liga de Croacia | G. N. K. Dinamo Zagreb | Croacia | 2022 |
| Supercopa de Croacia    | G. N. K. Dinamo Zagreb | Croacia | 2022 |
| Primera Liga de Croacia | G. N. K. Dinamo Zagreb | Croacia | 2023 |
| Supercopa de Croacia    | G. N. K. Dinamo Zagreb | Croacia | 2023 |
| Primera Liga de Croacia | G. N. K. Dinamo Zagreb | Croacia | 2024 |
| Copa de Croacia         | G. N. K. Dinamo Zagreb | Croacia | 2024 |